# Brett Rogers (natation)
Pour les articles homonymes, voir Brett Rogers.
Brett Rogers, né en 1979, est un nageur sud-africain.

## Carrière
Brett Rogers est médaillé d'or du 200 mètres dos aux Championnats d'Afrique de natation 1998 à Nairobi.
Aux Jeux africains de 1999 à Johannesbourg, Brett Rogers est médaillé d'or du 200 mètres dos ainsi que du relais 4 × 100 mètres nage libre. Il est également quatrième de la finale du 100 mètres dos,.